# Lesk na rty

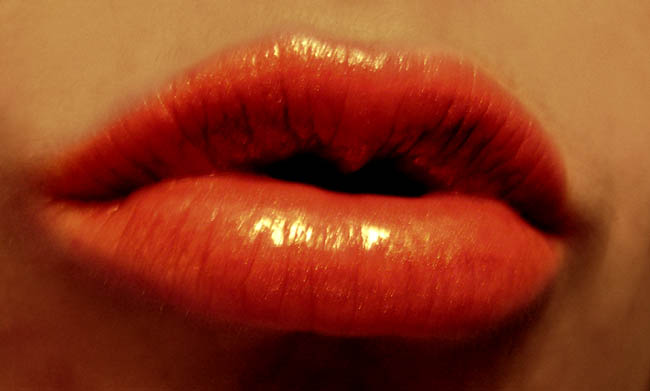
Rty zvýrazněné leskem na rty

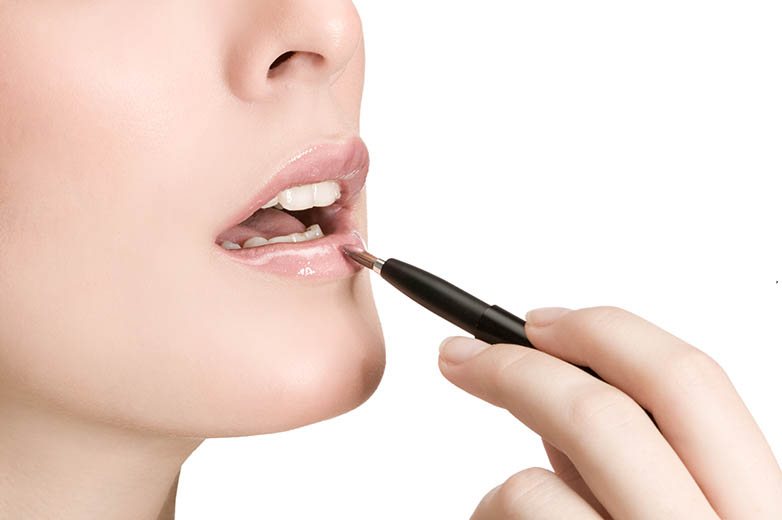
Nanášení lesku na rty

Lesk na rty je kosmetický doplněk, který se používá pro dosažení lesklého vzhledu rtů. Na rty se nanáší pomocí jemného štětečku, který se namáčí do směsi lesku v malé lahvičce či flakónku. Lesk může být buď zcela průsvitný, ale taktéž v různých odstínech či se třpytkami. Konzistence lesku je buď kapalná či snadno roztíratelná pevnější substance.
Poprvé se lesk na rty objevil v roce 1930, kdy se dostal na trh. Za jeho objevitele je považován Max Factor, který chtěl vyrobit doplněk pro zlepšení lesku rtů. První komerčně prodávaný výrobek se jmenoval X-Rated od Max Factor a s jeho distribucí se započalo v roce 1932. Až do roku 2003 se prodával lesk na rty pouze v pevném, ale snadno roztíratelné formě.